# シアヌル酸
シアヌル酸（シアヌルさん、cyanuric acid）とは、尿素を原料として製造される有機化合物。IUPAC系統名は 1,3,5-トリアジン-2,4,6-トリオール。分子式は C3H3N3O3、無色の固体。

## 互変異性
シアヌル酸は以下のように、トリオン構造（下図右、イソシアヌル酸）との互変異性を持つ。

## 合成法
尿素を無触媒で約200℃に加熱することにより、アンモニアを発生させながらシアヌル酸、アンメリン、アンメリドなどからなる粗製シアヌル酸が合成される。これを無機強酸（塩酸、硫酸、硝酸など）で化学反応処理することにより、アンメリン、アンメリドをシアヌル酸に変換して高純度のシアヌル酸を製造する。

## 用途
シアヌル酸はそのままで使用されることはほとんどなく、大半が塩素と反応させて塩素化シアヌル（トリクロロイソシアヌル酸）として使用される。塩素化シアヌルはプールなどの殺菌剤として使用される。
他の用途としては量は少ないが、各種中間体の原料、メラミンと反応させて、メラミンシアヌレートの原料などとして使用されている。